# 滕县华北弘道院
滕县华北弘道院，简称华北弘道院，是1913年美北长老会在山东滕县（现滕州）创办的一所教会学校，1948年停办，1950年为滕县中学所代替。

## 历史沿革

### 新民学校
- 1913年，由美国基督教北长老会牧师狄乐播创办。设于山东滕县北关。学制4年，教学内容以“道学为主，常识为副”，设有国文、英文、圣经、算学、历史、地理等课程。教具齐全，历史、地理教学有标本古陶、化石等。首届招生20余人。

### 华北弘道院
- 1927年改名华北弘道院，设道学科和初、中、高级圣经科共4个班。
- 1935年起，学制、课程渐接近普通中学。
- 1938年设初、高中各3个班及1个培养传道人员的中级班。

### 私立弘道中学
- 1947年，改称私立弘道中学，以“以善先人，因材施教；博观深恒，强学力行”为校训。为美国北长老会山东教会培养中国神职人员的中心基地之一。

### 滕县中学
- 1950年, 江苏铜北中学迁入，改私立为公办，改名滕县中学。

## 历届院长
狄乐播

## 著名校友
- 王学仲
- 李继耐